# Sarah Josepha Hale
Sarah Josepha Buell Hale (24. oktober 1788 - 30. april 1879) var en amerikansk forfatter og magasinredaktør. Hun skrev børnesangen Mary Had a Little Lamb. I 40 år var hun redaktør af Godey's Lady's Book. Hun kæmpede for at gøre Thanksgiving til en offentlig fridag i USA.